# Жуберковац
Жуберковац је насељено мјесто у Западној Славонији. Припада општини Окучани, у Бродско-посавској жупанији, Република Хрватска.

## Положај
Налази се на јужним обронцима Псуња. Удаљен је око 13 км сјевероисточно од Окучана.

## Историја
До територијалне реорганизације насеље се налазило у саставу бивше општине Нова Градишка.

## Становништво
Према попису становништва из 2011. године, насеље Жуберковац је имало 4 становника.
| Националност       | 1991. | 1981. | 1971. | 1961. |
| Срби               | 61    | 68    | 92    | 101   |
| Хрвати             | 2     | 2     | 13    | 21    |
| Југословени        | 1     | 11    |       |       |
| остали и непознато | 3     | 2     | 2     | 4     |
| Укупно             | 67    | 83    | 107   | 126   |

| Демографија | Демографија | Демографија |
| Година      | Становника  | Становника  |
| ----------- | ----------- | ----------- |
| 1961.       | 126         |             |
| 1971.       | 107         |             |
| 1981.       | 83          |             |
| 1991.       | 67          |             |
| 2001.       | 0           |             |
| 2011.       |             | 4           |